# 潘岳 (政治家)
潘 岳（はん がく、1960年4月 - ）は、中華人民共和国の官僚、政治家。現職は国家民族事務委員会主任兼中国共産党中央統一戦線工作部副部長。

## 経歴
1960年4月、江蘇省南京市で生まれる。1976年、中国人民解放軍に入隊。1982年に退役。1982年から経済日報社に入り、中国環境報社記者組組長、国家空中交通管制局政策研究室副主任兼機関団委員会書記、北京市房山区対外連絡処主任兼対外経済貿易委員会副主任、中国技術監督報社副総編集を経て1990年に中国青年報社副総編集に就任。1987年11月に中国共産党入党。1993年、中国青少年研究中心主任に就任。
1994年、中央に移り、国家国有資産管理局副局長に就任。1998年、国家質量技術監督局副局長に転任。2000年、中華人民共和国国務院経済体制改革弁公室副主任に転任。2003年、国家環境保護総局（後に環境保護部に改名）副局長に転任。
2016年、中央社会主義学院党組書記兼第一副院長に転任。2020年には国務院僑務弁公室主任、中国共産党中央統一戦線工作部副部長を兼務する。2022年6月、国家民族事務委員会主任に転任し、国務院僑務弁公室主任を退く。

## 活動・思想
歴史学の博士号を持ち、詩文に長ける。
21世紀初頭には「宗教は民衆の阿片である」という中国が採用したマルクス主義の反宗教主義的な表現の修正を呼びかけた論文を発表した。中国における大一統思想（大中華主義）の支持者でもあり、中央社会主義学院党組書記就任後は『中華民族共同体史綱』の編集を推進したほか、過去の論文では五胡の中原への侵入を「五胡入華」と呼び、「漢民族と異民族の民族融合」と美化したことがある。